# Christina Zeyen
Christina Zeyen (* 2. Oktober 1975 in Bochum) ist eine ehemalige deutsche Basketballspielerin.

## Laufbahn
Zeyen spielte beim VfL Bochum, mit dem sie 1993 in die 1. Bundesliga aufstieg und anschließend in der höchsten Spielklasse für den VfL auflief. Im Spieljahr 1996/97 war Zeyen mit Bochum im europäischen Vereinswettbewerb Ronchetti-Cup vertreten und mit Mittelwerten von 9,5 Punkten sowie 4,7 Rebounds je Begegnung eine Stütze des Bochumer Spiels. Ihre nächste Station war der BTV Wuppertal, mit dem sie zweimal den deutschen Meistertitel gewann. Sie trat mit Wuppertal auch in der Euroleague an. Die 1,88 Meter messende Innenspielerin spielte nach ihrer bis 2000 andauernden Wuppertaler Zeit bei ODB Recklinghausen sowie anschließend bei der BG Dorsten. Auch mit Dorsten spielte sie auf internationaler Bühne, und zwar im FIBA Europe Cup.
Zeyen kam zwischen Dezember 1995 und Mai 2001 auf 49 A-Länderspieleinsätze für Deutschland. Sie nahm an der Europameisterschaft 1999 in Polen teil, kam während des Turniers aber nur zu einem Einsatz.
Beruflich wurde Zeyen als Juristin tätig.